# Манн (мифология)
Манн, Маннус — согласно римскому писателю Тациту, персонаж мифов германских племён. Сведения Тацита — единственный источник информации об этом персонаже. Первый человек в германской мифологии.
Тацит писал, что Маннус был сыном Туисто и прародителем трёх германских племен — ингевонов, герминонов и истевонов. Описывая германские племена, Тацит писал:

В древних песнопениях, их единственном типе исторической традиции, они прославляют Туисто, бога, рождённого от земли.  Они приписывают ему сына Маннуса, родоначальника и основателя своего народа, а Маннусу трёх сыновей, по именам которых ближайшие к Океану называются ингевоны, те, что посередине, — герминоны, а остальные — истевоны. Некоторые люди, поскольку древность даёт волю спекуляциям, утверждают, что было больше сыновей, рожденных от бога, и, следовательно, больше племенных названий — марсы, гамбривии, свевы и вандилии — и что эти имена подлинные и древние. (Германия, часть 2).
Некоторые авторы считают, что имя Маннус в творчестве Тацита происходит от индоевропейского корня, восходившего к протоиндоевропейской религии.
По некоторым версиям, имя Маннус связано с прагерманским корнем *mann-, «человек».
Манн стал популярным в литературе в XVI веке, после того как работы, опубликованные Анниусом де Витербо и Иоганнесом Авентинусом, упомянули его как древнего царя Германии и Сарматии.
В XIX веке Ф. Норк писал, что имена трёх сыновей Манна можно трактовать как Ингуи, Ирмин и Истаев или Искио. Ряд учёных, включая Ральфа Т. Х. Гриффита, предположили связь между Маннусом и именами других древних царей-основателей, таких как Минос в греческой мифологии и Ману в индуистской традиции.
Гвидо фон Лист включил миф о Маннусе и его сыновьях в свои оккультные верования, которые позже перешли в нацистский оккультизм.